# Luis Puenzo
Luis Adalberto Puezo (Buenos Aires, 19 de fevereiro de 1946) é um diretor, roteirista e produtor de cinema argentino. Apesar de trabalhar principalmente na Argentina, já realizou filmes também nos Estados Unidos. Dirigiu e escreveu A História Oficial, primeiro filme latino-americano a receber o Oscar de melhor filme estrangeiro.

## Biografia
Puenzo teve uma longa e bem sucedida carreira na produção de comerciais na Argentina. Em 1968 fundou sua própria produtora, a Luis Puenzo Cinema, que em 1974 foi renomeada como Cinemanía S.A. Em 1973 dirigiu Luces de mis zapatos, seu primeiro filme.
Durante a ditadura militar argentina, que durou de 1976 até 1983, muitos cineastas foram vítimas da repressão e tiveram que se exilar. Durante este período, Puenzo decidiu voltar a trabalhar na publicidade. No final da ditadura, começou a escrever o roteiro de A História Oficial, que planejava filmar utilizando câmeras escondidas de 16 mm. Entretanto, o regime caiu um pouco antes dele terminar de escrever o roteiro.
A História Oficial acabou se tornando seu filme mais conhecido, tendo recebido os prêmios Oscar e Globo de Ouro de melhor filme estrangeiro. Após a aclamação internacional, filmou Old Gringo (1989), seu primeiro filme em inglês, com Gregory Peck, Jane Fonda e Jimmy Smits no elenco.

## Filmografia
- Luces de mis zapatos (1973)
- Las sorpresas (1975), segmento "Cinco años de vida"
- La historia oficial (1985)
- Old Gringo (1989)
- With Open Arms (1990)
- La peste (1992)
- Broken Silence (2002) segmento "Some Who Lived"
- La puta y la ballena (2004)

## Prêmios e indicações
Festival de Cannes
- 1985: Prêmio do Júri Ecumênico – La Historia Oficial (vencedor)
- 1985: Palma de Ouro – La Historia Oficial (indicado)

Oscar
- 1985: Melhor filme estrangeiro – La Historia Oficial (vencedor)
- 1985: Melhor roteiro original – La Historia Oficial (indicado)